# Thorictus tenerifanus
Thorictus tenerifanus là một loài bọ cánh cứng trong họ Dermestidae. Loài này được John miêu tả khoa học năm 1965.